# Мацей Кучинський
Мацей Кучинський (пол. Maciej Kuczyński, 15 квітня 1929, Варшава) — польський письменник, відомий своїми пригодницькими, науково-фантастичними та науково-популярними книгами, архітектор, спелеолог, полярник, альпініст та мандрівник.

## Біографія
Мацей Кучинський народився у Варшаві. У 1953 році він закінчив архітектурний факультет Краківської політехніки. Вже у 1956 році він вирушає у свою першу полярну експедицію — до Шпіцбергена. У 1958 році Кучинський керує організацією та бере безпосередню участь в польській експедиції по печерах Куби. У 1958—1963 роках він керує експедиціями до печер Польщі, Чехословаччини, Угорщини та Болгарії. Одночасно Мацей Кучинський у 1958—1959 роках працював відповідальним секретарем у редакції краєзнавчого журналу «Ziemia». З 1963 до 1973 року він працював у Польській академії наук технічним керівником наукових експедицій. Кучинський також був піонером у Польщі у використанні новітніх методів дослідження печер. Мацей Кучинський неодноразово був керівником польсько-монгольських палеонтологічних експедицій у пустелю Гобі. Пізніше Кучинський брав участь, а часто керував польськими та міжнародними експедиціями в Перу, Венесуелі, Мексиці, Алясці. У 1973 році Мацей Кучинський брав участь у спільній польсько-американській експедиції в Гімалаї (на території Непалу). Мацей Кучинський також є дійсним членом The Explorers Club у Нью-Йорку, та є керівником його відділу в Польщі. Також Мацей Кучинський проводить власні наукові дослідження, присвяченню вивченню доколумбових цивілізацій Америки, а також Фестського диску.

## Літературна творчість
Літературну творчість Мацей Кучинський розпочав у 1961 році із публікації пригодницько-георгафічної повісті «Тривога під Андами» (пол. Alarm pod Andami). Надалі письменник опублікував низку пригодницьких та науково-популярних книг, зокрема, «До побачення, сонце», «Білі пальми», «Зірки Сухого Степу», «Похід за динозаврами» та інших популярних видань, які вийшли в Польщі тиражем більш ніж 1,6 мільйона примірників. З 1967 року Мацей Кучинський розпочав публікувати також фантастичні твори. Першою його науково-фантастичною книжкою стала збірка оповідань «Бабця-робот біля каміну» (пол. Babcia robot przy kominku). Більшість його творів пов'язані із його численними подорожами та науковими експедиціями. Найвідомішим фантастичним твором Кучинського вважається роман «Атлантида, острів вогню» (пол. Atlantyda, wyspa ognia), в якій розповідається про подорож хлопчика із давньої Африки до Атлантиди. технічний розвиток якої показаний на рівні приблизно середини ХХ століття, а також описується загибель цієї давньої легендарної країни. Іншим відомим фантастичним романом Кучинського є «Катастрофа» (пол. Katastrofa), в якому письменник застерігає від неконтрольованого розвитку науково-технічної цивілізації. У романах «Винахід» (пол. Wynalazek) і «Шолом» (пол. Kask) письменник розповідає про долю молодих винахідників, діяльність яких не відразу була оцінена суспільством.

## Твори

### Романи та повісті
- Атлантида, острів вогню (пол. Atlantyda, wyspa ognia, 1967)
- Катастрофа (пол. Katastrofa, 1968)
- Переможець (пол. Zwycięzca, 1976)
- Шолом (пол. Kask, 1978)
- Винахід (пол. Wynalazek, 1978)

### Збірки оповідань
- Бабця-робот біля каміну (пол. Babcia robot przy kominku, 1963)

### Пригодницька та науково-популярна література
- Тривога під Андами (пол. Alarm pod Andami, 1961)
- До побачення, сонце (пол. Do widzenia, słońce, 1963)
- Холодний берег (пол. Zimny brzeg, 1969)
- Безодня (пол. Czeluść, 1972)
- Розбій (пол. Rabunek, 1972)
- Кругосвітка (пол. Obieżyświat, 1976)
- Таємниче плоскогір'я (пол. Tajemniczy płaskowyż, 1981)
- Рік 838, у якому міштеки відкрили генетичний код (пол. Rok 838, w którym Mistekowie odkryli kod genetyczny, 2016)